# Rudnia (sielsowiet Wornauka)
Rudnia (biał. Рудня; ros. Рудня, Rudnia) – wieś na Białorusi, w obwodzie homelskim, w rejonie kormańskim, w sielsowiecie Wornauka, nad Dobryczem.